# Колдер, Кайл
Кайл Колдер (англ. Kyle Calder; род. 5 января 1979, Манвилл, Альберта) — канадский хоккеист, левый нападающий.

## Карьера
Кайл Колдер начал свою профессиональную карьеру в 1995 году в составе клуба WHL «Реджайна Пэтс». В своём дебютном сезоне Кайл провёл на площадке 38 матчей, в которых он набрал 8 (1+7) очков. Затем Колдер сумел значительно увеличить свою результативность, в итоге за три с половиной года отметился 199 (104+95) набранными очками в 197 проведённых матчах.
В 1997 году на драфте НХЛ был выбран в 5 раунде под общим 130 номером клубом «Чикаго Блэкхокс». В сезоне 1999/00 Кайл дебютировал в НХЛ. В том году в 8 проведённых встречах Колдер набрал 2 (1+1) очка. В следующем сезоне Кайл попеременно выступал в составе «Чикаго» и нового фарм-клуба «ястребов» «Норфолк Эдмиралс». Во время локаута в НХЛ Колдер успел провести 22 матча в Шведской элитной серии в составе клуба «Сёдертелье», после чего вернулся в «Чикаго», став по итогам сезона лучшим в клубе по голам, передачам и набранным очкам.
2 августа 2006 года, после долгих разбирательств в суде, арбитражный комитет признал обоснованным иск Кайла к клубу, по которому он требовал себе контракт на следующий сезон в размере 2.9 млн $. Руководство клуба подчинилось требованиям суда, однако спустя два дня Колдер был обменян в «Филадельфию» на Михала Гандзуша. Проведя 59 матчей в составе «лётчиков», незадолго до дедлайна Кайл в результате обмена на Лассе Кукконена вновь оказался в «Чикаго» и в тот же день был обменян в «Детройт». В своём первом же матче в составе «красных крыльев», который по иронии судьбы проходил в Чикаго, Колдер на второй минуте игры открыл счёт заброшенным шайбам за клуб.
Сразу по окончании сезона, 2 июля Кайл подписал двухлетний контракт с «Лос Анджелес Кингз». За два года в составе «королей» Колдер набрал 47 (15+32) очков в 139 проведённых матчах, тем не менее руководство клуба не стало продлевать соглашение с игроком. 4 сентября 2009 года Кайл получил приглашение посетить тренировочный лагерь клуба «Анахайм Дакс». 26 сентября, меньше чем за неделю до старта сезона, Колдер был освобождён из лагеря «уток». Спустя месяц, 28 октября он всё же подписал однолетний контракт с клубом, который тут же отправил его в свой фарм-клуб «Бейкерсфилд Кондорс». 14 ноября из-за травм ведущих игроков Кайл был вызван в НХЛ, где провёл 14 матчей, а 28 декабря он был выставлен на драфт отказов, откуда его забрал клуб АХЛ «Торонто Марлис».
Сезон 2010/11 Колдер вновь начал в клубе из Бейкерсфилда, однако, проведя 5 матчей в лиге, 7 января 2011 года он подписал контракт с астанинским «Барысом», в составе которого за оставшуюся часть сезона провёл 16 матчей, в которых набрал 9 (3+6) очков. 17 мая после окончания срока действия соглашения Кайл покинул казахстанский клуб. После этого Колдер долгое время не играл в хоккей, но 2 февраля 2012 года он принял решение вернуться в «Бейкерсфилд», заключив с клубом соглашение до конца сезона.

### Международная
В составе сборной Канады Кайл Колдер принимал участие в молодёжном чемпионате мира 1999 года, на котором канадцы стали серебряными призёрами, уступив в финале сборной России со счётом 2:3. Сам Колдер на том турнире выступил на высоком уровне, набрав 8 (2+6) очков в 7 проведённых матчах.
На взрослом уровне Кайл принимал участие в трёх чемпионатах мира (2002, 2003 и 2006 годов). В 2003 году на чемпионате мира, который проходил в Финляндии, Колдер вместе с командой завоевал золотые награды. Всего на счету Кайла на мировых первенствах 7 (4+3) очков в 21 проведённом матче.

## Достижения
- Серебряный призёр молодёжного чемпионата мира 1999.
- Участник матча «Молодых звёзд» НХЛ 2002.
- Чемпион мира 2003.

## Статистика выступлений
Последнее обновление: 4 февраля 2012 года
|                 |                      |                 | Регулярный сезон | Регулярный сезон | Регулярный сезон | Регулярный сезон | Регулярный сезон | Регулярный сезон | Плей-офф | Плей-офф | Плей-офф | Плей-офф | Плей-офф | Плей-офф |
| Сезон           | Команда              | Лига            | Игр              | Г                | П                | Очк              | +/-              | Штр              | Игр      | Г        | П        | Очк      | +/-      | Штр      |
| --------------- | -------------------- | --------------- | ---------------- | ---------------- | ---------------- | ---------------- | ---------------- | ---------------- | -------- | -------- | -------- | -------- | -------- | -------- |
| 1995/96         | Реджайна Пэтс        | WHL             | 21               | 1                | 7                | 8                | --               | 10               | 11       | 0        | 0        | 0        | -2       | 0        |
| 1996/97         | Реджайна Пэтс        | WHL             | 62               | 25               | 34               | 59               | +14              | 17               | 5        | 3        | 0        | 3        | -4       | 6        |
| 1997/98         | Реджайна Пэтс        | WHL             | 62               | 27               | 50               | 77               | +24              | 58               | 2        | 0        | 1        | 1        | -2       | 0        |
| 1998/99         | Реджайна Пэтс        | WHL             | 34               | 23               | 28               | 51               | +3               | 29               | —        | —        | —        | —        | —        | —        |
| 1998/99         | Камлупс Блэйзерс     | WHL             | 27               | 19               | 18               | 37               | +22              | 30               | 15       | 6        | 10       | 16       | +1       | 6        |
| 1999/00         | Кливленд Ламберджэкс | IHL             | 74               | 14               | 22               | 36               | -5               | 43               | 9        | 2        | 2        | 4        | --       | 14       |
| 1999/00         | Чикаго Блэкхокс      | НХЛ             | 8                | 1                | 1                | 2                | -3               | 2                | —        | —        | —        | —        | —        | —        |
| 2000/01         | Норфолк Эдмиралс     | АХЛ             | 37               | 12               | 15               | 27               | +13              | 21               | 9        | 2        | 6        | 8        | +3       | 2        |
| 2001/02         | Чикаго Блэкхокс      | НХЛ             | 81               | 17               | 36               | 53               | +8               | 47               | 5        | 2        | 0        | 2        | --       | 2        |
| 2002/03         | Чикаго Блэкхокс      | НХЛ             | 82               | 15               | 27               | 42               | -6               | 40               | —        | —        | —        | —        | —        | —        |
| 2003/04         | Чикаго Блэкхокс      | НХЛ             | 66               | 21               | 18               | 39               | -18              | 29               | —        | —        | —        | —        | —        | —        |
| 2004/05         | Сёдертелье           | Элитная серия   | 12               | 5                | 1                | 6                | -6               | 6                | 10       | 5        | 1        | 6        | +1       | 2        |
| 2005/06         | Чикаго Блэкхокс      | НХЛ             | 79               | 26               | 33               | 59               | -4               | 52               | —        | —        | —        | —        | —        | —        |
| 2006/07         | Филадельфия Флайерз  | НХЛ             | 59               | 9                | 12               | 21               | -31              | 36               | —        | —        | —        | —        | —        | —        |
| 2006/07         | Детройт Ред Уингз    | НХЛ             | 19               | 5                | 9                | 14               | +6               | 22               | 13       | 0        | 1        | 1        | +1       | 8        |
| 2007/08         | Лос Анджелес Кингз   | НХЛ             | 65               | 7                | 13               | 20               | -11              | 18               | —        | —        | —        | —        | —        | —        |
| 2008/09         | Лос Анджелес Кингз   | НХЛ             | 74               | 8                | 19               | 27               | -1               | 41               | —        | —        | —        | —        | —        | —        |
| 2009/10         | Анахайм Дакс         | НХЛ             | 14               | 0                | 2                | 2                | -7               | 8                | —        | —        | —        | —        | —        | —        |
| 2009/10         | Торонто Марлис       | АХЛ             | 40               | 14               | 16               | 30               | -6               | 18               | —        | —        | —        | —        | —        | —        |
| 2009/10         | Бейкерсфилд Кондорс  | ECHL            | 5                | 3                | 3                | 6                | +4               | 0                | 10       | 5        | 5        | 10       | --       | 4        |
| 2010/11         | Бейкерсфилд Кондорс  | ECHL            | 5                | 3                | 4                | 7                | --               | 6                | —        | —        | —        | —        | —        | —        |
| 2010/11         | Барыс                | КХЛ             | 13               | 3                | 5                | 8                | +4               | 16               | 3        | 0        | 1        | 1        | -1       | 6        |
| 2011/12         | Бейкерсфилд Кондорс  | ECHL            | 1                | 1                | 1                | 2                | +2               | 0                | —        | —        | —        | —        | —        | —        |
| Всего в НХЛ     | Всего в НХЛ          | Всего в НХЛ     | 590              | 114              | 180              | 294              | -71              | 309              | 18       | 2        | 1        | 3        | +1       | 10       |
| Всего в КХЛ     | Всего в КХЛ          | Всего в КХЛ     | 13               | 3                | 5                | 8                | +4               | 16               | 3        | 0        | 1        | 1        | -1       | 6        |
| Всего в карьере | Всего в карьере      | Всего в карьере | 940              | 259              | 374              | 633              | +2               | 549              | 92       | 25       | 27       | 52       | -3       | 50       |

### Международная
| Турнир   | Место | Игр | Г | П | Очк | +/- | Штр |
| -------- | ----- | --- | - | - | --- | --- | --- |
| МЧМ-1999 |       | 7   | 2 | 6 | 8   | --  | 2   |
| ЧМ-2002  | 6     | 3   | 0 | 0 | 0   | --  | 0   |
| ЧМ-2003  |       | 9   | 1 | 1 | 2   | +3  | 0   |
| ЧМ-2006  | 4     | 9   | 3 | 2 | 5   | +3  | 10  |